# Bâton de Jacob
Pour les articles homonymes, voir Bâton de Jacob (homonymie) et Arbalète (homonymie).

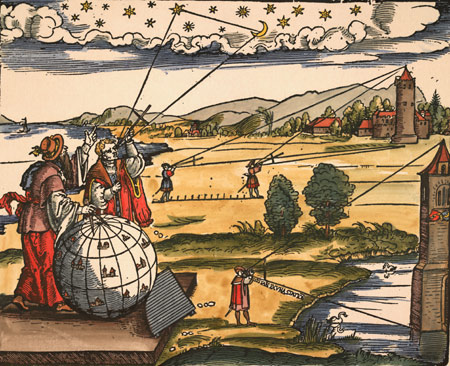
Diverses utilisations d'un bâton de Jacob en astronomie (au premier plan) et pour l'arpentage ; gravure extraite de lIntroductio geographica de Petrus Apianus, 1532.

Le bâton de Jacob, également appelé arbalestrille, arbalète ou bâton gradué est un ancien instrument utilisé pour la mesure des angles en astronomie, puis pour la navigation : distance angulaire entre deux corps célestes, ou angle entre l’horizon et un astre. Les arpenteurs en ont également tiré parti un temps pour des mesures d'angles mais aussi de distances.
Le bâton de Jacob est inventé au XIVe siècle par Levi ben Gerson, qui le décrit dans son livre d'astronomie écrit en hébreu mais traduit de son vivant en latin, et l'utilise pour ses observations. Il est adopté par les navigateurs à partir du début du XVIe siècle. En astronomie, même s'il est critiqué un temps par Tycho Brahe, son usage perdure jusqu'à la fin du XVIIe siècle. Instrument simple à fabriquer et d'une précision acceptable pour la mesure des latitudes, il n'est délaissé par les navigateurs qu'à la fin du XVIIIe siècle, l'octant et le sextant ayant fini par le faire disparaître définitivement.
L'instrument a pris des formes, taille et graduation en particulier, adaptées à son domaine d'application. La terminologie peut varier également suivant celui-ci et n'a jamais été bien fixée. Le terme « bâton de Jacob » (baculus Jacobi) apparaît très tôt. Les astronomes l'ont également appelé rayon astronomique (radius astronomicus). Les navigateurs ont introduit les termes d'arbalestrille et arbalète. On trouve également croix géométrique (crux geometrica).

## Description et usage

Usage du bâton de Jacob.

La croix de bûcheron est une variante simplifiée du bâton de Jacob.

L'instrument est constitué d'un long bâton droit gradué, la flèche, et d'un autre bois perpendiculaire, le marteau, coulissant sur le précédent par le milieu. Il faut faire coulisser le marteau jusqu'à ce que les deux bouts soient alignés, sur les deux points visés, par exemple l’un sur l’horizon et l’autre sur l'astre dont on veut mesurer la hauteur angulaire, ou chacun sur deux objets célestes, dont on mesure alors la distance angulaire. La mesure de l'angle est alors donnée par la distance entre l'œil de l'observateur et la position du marteau sur la flèche via un simple calcul de trigonométrie. Plus précisément, il suffit d'inverser la fonction cotangente, si d est cette distance, et a la longueur du marteau, alors d et l'angle α sont liés par
{\displaystyle d=\left({\frac {a}{2}}\right)\cot \left({\frac {\alpha }{2}}\right)}.
La précision est meilleure si le marteau est plus éloigné de l'œil, la fonction cotangente est plus sensible aux erreurs quand l'angle à mesurer se rapproche de l'angle droit. Pour remédier à ce problème, l'instrument dispose à l'origine, tel que conçu par Levi ben Gerson, de plusieurs marteaux interchangeables de tailles différentes, et c'est la solution qui reste adoptée en navigation. Seule la flèche est graduée, éventuellement directement en degrés (il faut alors une échelle de graduation par marteau).
Une autre possibilité (introduite par Gemma Frisius) est de n'utiliser qu'un seul marteau suffisamment grand, mais en disposant sur celui-ci des viseurs qui peuvent coulisser tout du long. La flèche et le marteau sont gradués. Cette version sera utilisée par les astronomes.
Les arpenteurs de la Renaissance utilisent le bâton de Jacob pour la triangulation, mais aussi pour mesurer des distances, des hauteurs ou des longueurs, ce qui repose sur un principe mathématique différent : ce sont le théorème de Thalès ou les propriétés des triangles semblables qui interviennent, et les bâtons de Jacob des arpenteurs peuvent être notablement plus simples. Pour de telles mesures, des instruments combinant angles droits et échelles graduées sont utilisés en topographie depuis l'antiquité,
La taille des instruments est très variable et dépend des domaines d'utilisation. On trouve les instruments les plus grands en astronomie, où ils peuvent mesurer d'environ 90 cm à plus de 4 mètres. Chez les arpenteurs la taille va de 90 à 180 cm. Les marins utilisent des instruments qui peuvent être plus courts, de 45 à 120 cm.

## Astronomie
Le bâton de Jacob est inventé par Levi ben Gerson, dit Gersonide, philosophe, mathématicien et homme de science juif qui vivait à Orange dans la première moitié du XIVe siècle et était en contact avec l'entourage du Pape d'Avignon. L'instrument est décrit dans un traité d'Astronomie qui fait partie des Guerres du Seigneur, un ouvrage de philosophie qui traite de la création. Le principe n'en est pas nouveau : des dioptres avec une pièce transverse mobile ont été utilisées par Archimède, Hipparque et Ptolémée pour mesurer le diamètre du soleil et de la lune, et de tels instruments sont aussi connus des astronomes arabes. Les navigateurs chinois et arabes utilisaient antérieurement pour leurs mesures astronomiques une tablette de bois au bout d'une corde tendue. Cependant l'instrument décrit par Levi ben Gerson est suffisamment original pour pouvoir lui être attribué.
Levi ben Gerson décrit l'instrument et son usage avec précision. Il tient compte de la distance du centre de vision (sommet de l'angle mesuré) à l'extrémité du bâton proche de l'œil pour corriger la mesure. Il décrit les échelles obliques qui permettent d'améliorer la précision en dilatant les graduations, et dont bien plus tard Tycho Brahe fera sa marque de fabrique. Il en propose deux variantes. L'une se tient à la main et est destinée à mesurer les distances stellaires. La seconde possède un support, elle permet de mesure les altitudes et les diamètres des corps célestes.
Le traité est écrit en hébreu, mais une partie de celui-ci, contenant en particulier la description de l'instrument, est traduite en Latin par un moine d'origine italienne vivant en Avignon, Pierre d'Alexandrie, probablement sous la supervision de Levi ben Gerson. Des copies manuscrites de la traduction ont circulé, on sait que Regiomontanus, qui a utilisé le bâton de Jacob, en possédait une dans sa bibliothèque. Le traité sera cité par La Ramée et Kepler.
Le nom que Gersonide attribue en hébreu à son instrument peut se traduire par révélateur des profondeurs, Pierre d'Alexandrie le traduit par revelatorem secretorum, révélateur des secrets. Mais contrairement à ce qui est parfois affirmé, Gersonide et Pierre d'Alexandrie le nomment également eux-mêmes « bâton de Jacob » (baculus Jacob), non dans le traité lui-même, mais dans la lettre dédicace de sa traduction (partielle) au pape Clement VI.

## Navigation
Le bâton de Jacob est adapté pour leur usage par les navigateurs hauturiers, d'abord espagnols et portugais, au tout début du XVIe siècle : la première description connue se trouve dans un livre de navigation datant d'un peu avant 1520. Dans ce domaine, il est aussi appelé arbalestrille, arbalète, ou encore balestille. L'adaptation à la navigation du bâton de Jacob est aussi inspirée du kamal, un instrument utilisé par les navigateurs arabes de l'Océan Indien, et observé par Vasco de Gama en 1498. Il est constitué d'une planchette de bois avec une ficelle passant par le milieu de celle-ci. La ficelle tendue et la planchette jouent pour la visée un rôle analogue à la flèche et au marteau du bâton de Jacob, la mesure étant donnée par la longueur de la partie de la ficelle qui est tendue. Plusieurs tailles de planchettes sont disponibles (de même que le navigateur disposera de plusieurs tailles de marteaux pour son bâton de Jacob). Les navigateurs chinois ont utilisé un instrument analogue au kamal au XVe siècle.

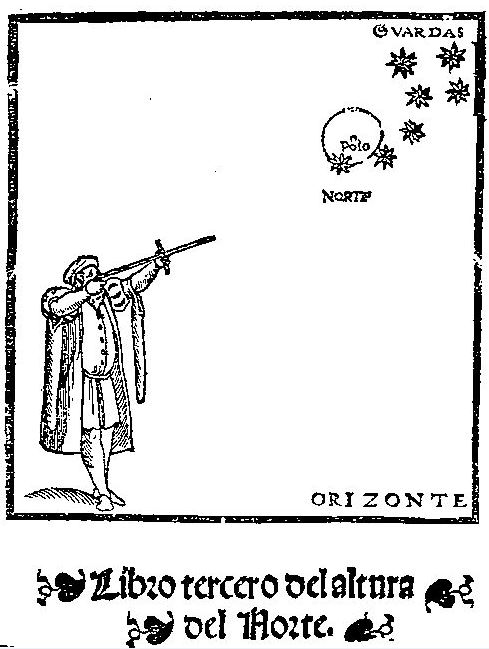
Mesure de la hauteur de l'étoile polaire avec un bâton de Jacob, Pedro Medina, Regimento de Navegacion (1563, 1re éd. 1552).
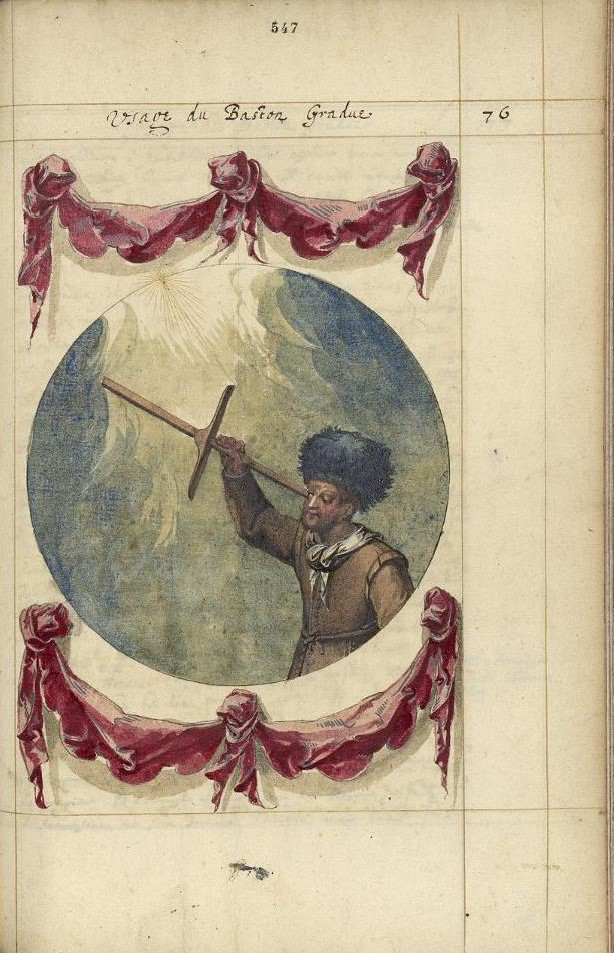
Usage du Bâton Gradué, illustration du manuscrit d'Étienne Cleirac : Us et coustumes de la mer, -avant 1647- Bibliothèque municipale de Bordeaux.
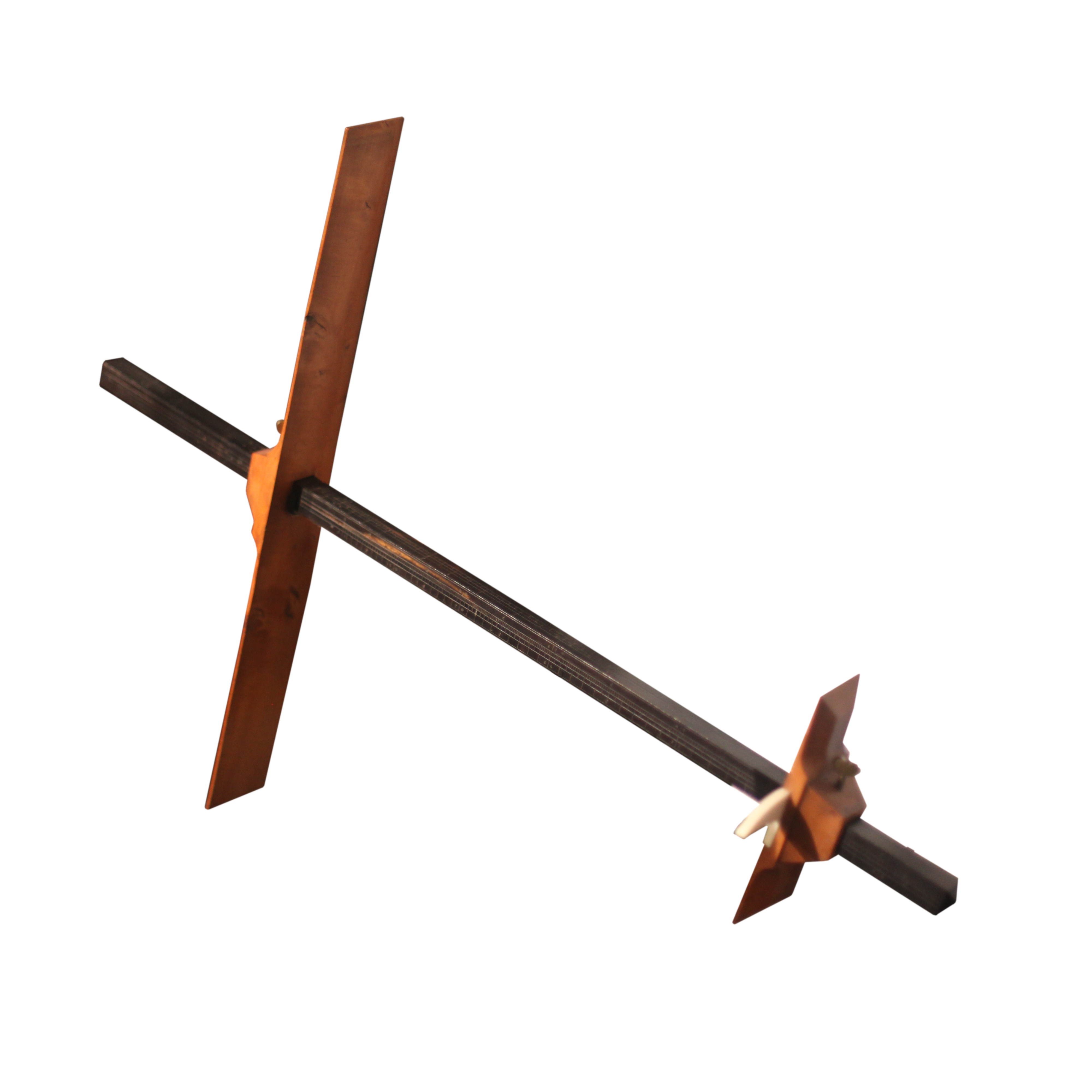
Arbalète marine de 1776, exposée au Musée national de la Marine.
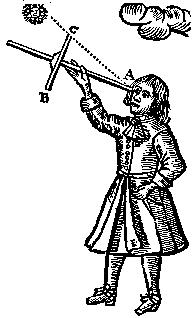
Mesure de la hauteur du soleil avec un bâton de Jacob,John Seller (en), Practical navigation 1reéd. 1669.

L'instrument est d'abord utilisé pour mesurer la hauteur de l'étoile polaire, avec une graduation de 0 à 90° sur sa flèche, puis pour la hauteur méridienne du Soleil à son point de culmination, ce qui permet dans les deux cas de déterminer la latitude.
Les marins hauturiers français et anglais l'adoptent vers 1530, les hollandais vers 1550, puis il finit par se répandre dans le reste de l'Europe. Sa précision est améliorée tout au long du XVIe et du XVIIe siècle. En 1595 John Davis en propose un usage de dos, pour observer la hauteur du soleil à l'aide de l'ombre, sans être ébloui. L'instrument est concurrencé par le quadrant du même Davis ((en)backstaff), mais reste très répandu. Facile à construire et donc plutôt bon marché, relativement facile à utiliser en mer, d'une précision acceptable, il survit un temps à l'apparition des instruments à réflexion (en), l'octant, puis le sextant, pour ne voir son usage en mer disparaître qu'à la toute fin du XVIIIe siècle.